# 约翰尼·麦卡锡

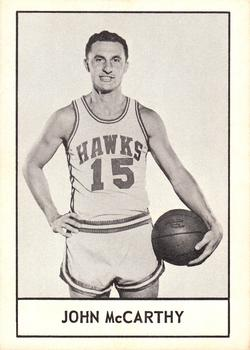
约翰尼·麦卡锡

约翰尼·麦卡锡（英语：Johnny McCarthy，1934年4月25日—2020年5月9日）是美国职业篮球运动员，曾效力于三支NBA球队，分别为罗切斯特皇家队（前国王队）、圣路易斯老鹰队、波士顿凯尔特人队。